# Fiodor Loukianov
 (janvier 2019).
Si vous disposez d'ouvrages ou d'articles de référence ou si vous connaissez des sites web de qualité traitant du thème abordé ici, merci de compléter l'article en donnant les références utiles à sa vérifiabilité et en les liant à la section « Notes et références ».
Pour les articles homonymes, voir Loukianov.
Fiodor Loukianov (en russe : Фёдор Александрович Лукьянов, Fiodor Aleksandrovitch Loukianov), né le 1er février 1967 à Moscou, est un journaliste et analyste politique russe.

## Biographie
Diplômé de la faculté de philologie de l'université d'État de Moscou (1991), spécialisé dans l'étude de la langue allemande, il exerce d'abord la profession de traducteur et professeur d'allemand. Il parle couramment anglais, allemand et suédois. 
Entre 1990 et 1993, il travaille à la radio La Voix de la Russie en tant que rédacteur puis rédacteur en chef. Il collabore ensuite avec le Sawyer Miller Group pour promouvoir le mouvement de privatisations en Russie. En 1994 il entre comme journaliste au quotidien Sevodnia puis en 1997 du quotidien Vremia, dont il devient le rédacteur en chef. 
En 2002 il crée la revue Russia in Global Affairs. Il est en même temps chroniqueur pour les publications en ligne Gazeta et InoSMI.ru, et membre du Conseil pour la politique de sécurité et de défense de la fédération de Russie.
Depuis 2022, il est visé par des sanctions de l'Ukraine et du Canada pour ses activités de propagandiste au service du Kremlin. 

## Opinions
Sur la crise syrienne, Fiodor Loukianov a déclaré que, 

« Si l’on considère les événements qui se déroulent en Syrie comme un simple jeu diplomatique, on peut dire que la crise syrienne a permis à la Russie de démontrer qu’elle avait toujours sa place dans les affaires du monde. Sans elle, impossible de parvenir à une solution : ses partenaires internationaux ont dû l’associer à leurs délibérations avant d’engager n’importe quelle action. On peut donc dire que, d’un strict point de vue diplomatique, la Russie a su gérer la crise syrienne avec brio. »

 

Sur l'"après-Assad" et les relations avec la Russie, il déclarait encore : 

« Je suis persuadé que le régime syrien va tomber, ce qui entraînera simplement la fin des relations économiques telles qu’on les connaît aujourd’hui entre les deux pays. C’est désagréable mais pas catastrophique pour la Russie. [...] La Russie s’affirme peu à peu comme une puissance régionale – et non plus mondiale – dans une zone qui va des îles britanniques à la Chine en passant par le Moyen-Orient, l’Inde et même l’Indonésie. Elle est en train de dresser la liste de ses priorités concernant tout ce qui touche aux intérêts russes dans la région eurasiatique pour les années à venir. Ses relations avec l’Union européenne, la Chine et les pays de l’espace postsoviétique, notamment en Asie centrale, sont actuellement au centre de cette réflexion. [...] Le point positif pour la Russie, c’est que plus les États-Unis se retrouvent impliqués dans les tensions qui agitent le Moyen-Orient depuis plus d’une année, moins ils sont en mesure d’exercer leur influence au sein de l’espace post-soviétique – laissant de fait la Russie plus libre d’y développer ses réseaux. »